# Cherry Jones
Cherry Jones (Paris, Tennessee, 21 de noviembre de 1956) es una actriz estadounidense más conocida por su papel de la presidenta Allison Taylor en 24 y como la Sra. Caldwell en Ocean's Twelve.

## Carrera
Jones puede ser más conocida por su papel de presidenta Allison Taylor en la serie de televisión 24, por el qué ganó un Emmy a la mejor actriz de reparto en la edición de 2009. De todas formas, la mayor parte de su carrera se ha desarrollado en teatros de Broadway, incluyendo el papel por el que ganó un Tony a la mejor actriz principal por su actuación en el Lincoln Center en 1995, en la producción de The Heiress y en la obra de John Patrick Shanley Doubt, un papel que le hizo ganar en 2005 un segundo premio Tony a la mejor actriz principal en una obra de teatro. La obra se estrenó en el teatro Walter Kerr en marzo de 2005.
Otros créditos de Broadway incluyen la obra de Nora Ephron, Imaginary Friends, Angels in America: Millenium Approaches, Perestroika, A Moon for the Misbegotten y The Glass Menagerie.
Ha narrado adaptaciones del audiolibro de Laura Ingalls Wilder, Little House incluyendo Little House in the Big Woods, Little House on the Prairie, Farmer Boy, On the Banks of Plum Creek, By the Shores of Silver Lake, The Long Winter and Little Town on the Prairie. Jones también ha participado en películas como Cradle Will Rock, La tormenta perfecta, Señales, Ocean's Twelve y The Village.
Jones aparece como presidenta en la serie de Fox 24, un papel por el que ganó un premio Emmy como mejor actriz de reparto en una serie dramática.  Después de comenzar su papel en la séptima temporada, lo ha repetido en la octava temporada, que comenzó a transmitirse en enero de 2010 y concluyó en mayo de 2010.

## Vida privada
Jones nació en Paris, Tennessee, de madre maestra y padre dueño de floristerías. Se graduó en 1978 en la escuela dramática de Carnegie Mellon.
En 1995 cuando Jones recibió su primer premio Tony, le dio las gracias a su entonces novia, la arquitecta Mary O'Connor. Cuando recibió el Tony como mejor actriz en 2005 por su papel en Doubt, le agradeció a "Laura Wingfield", el personaje de la obra The Glass Menagerie que su novia Sarah Paulson había interpretado en Broadway. La pareja había asistido a los premios y se besaron después que Jones ganara, por lo que es evidente que su relación con Paulson no era ningún secreto. En 2007, Paulson y Jones declararon su amor en una entrevista con Velvetpark en Nueva York.
Paulson y Jones terminaron su relación amistosamente en 2009.

## Filmografía

### Cine
| Año  | Título                                 | Papel                    |
| ---- | -------------------------------------- | ------------------------ |
| 1987 | Light of Day                           | Cindy Montgomery         |
| 1987 | The Big Town                           | Ginger McDonald          |
| 1992 | Housesitter                            | Patty                    |
| 1997 | Julian Po                              | Lucy                     |
| 1998 | The Horse Whisperer                    | Liz Hammond              |
| 1999 | Cradle Will Rock                       | Hallie Flanagan          |
| 1999 | The Lady in Question                   | Mimi Barnes              |
| 2000 | Erin Brockovich                        | Pamela Duncan            |
| 2000 | La tormenta perfecta                   | Edie Bailey              |
| 2002 | Divine Secrets of the Ya-Ya Sisterhood | Buggy Abbott             |
| 2002 | Señales                                | Officer Paski            |
| 2004 | The Village                            | Mrs. Clack               |
| 2004 | Ocean's Twelve                         | Molly Star/Mrs. Caldwell |
| 2005 | Swimmers                               | Julia Tyler              |
| 2009 | Amelia                                 | Eleanor Roosevelt        |
| 2009 | Mother and Child                       | Sister Joanne            |
| 2011 | The Beaver                             | Vice President           |
| 2011 | New Year's Eve                         | Mrs. Rose Ahern          |
| 2013 | Days and Nights                        | Mary                     |
| 2015 | Knight of Cups                         | Ruth                     |
| 2015 | I Saw the Light                        | Lillie Williams          |
| 2016 | Whiskey Tango Foxtrot                  | Geri Taub                |
| 2017 | The Party                              | Martha                   |
| 2018 | Boy Erased                             | Dr. Muldoon              |
| 2019 | Wine Country                           | Lady Sunshine            |
| 2019 | A Rainy Day in New York                | Mrs. Welles              |
| 2019 | Motherless Brooklyn                    | Gabby Horowitz           |
| 2019 | Our Friend                             | Faith Pruett             |
| 2021 | The Eyes of Tammy Faye                 | Rachel LaValley          |
| TBA  | The Sky Is Everywhere                  | Gram Walker              |

### Televisión
| Año       | Título                     | Papel                        | Notas |
| --------- | -------------------------- | ---------------------------- | --- |
| 1986      | Alex: The Life of a Child  | Tina Crawford                | Telefilme |
| 1987      | Spenser, detective privado | Tracy Kincaid                | Episodio: "Sleepless Dream" |
| 1992      | Loving                     | Frankie                      | |
| 1993      | Tribeca                    | Tough Woman                  | Episodio: "The Loft" |
| 1999      | Murder in a Small Town     | Mimi                         | Telefilme |
| 2000      | Cora Unashamed             | Lizbeth Studevant            | Telefilme |
| 2001      | What Makes a Family        | Sandy Cataldi                | Telefilme |
| 2001      | Frasier                    | Janet                        | Episodio: "Junior Agent" |
| 2002      | American Experience        | Narradora                    | Episodio: "Miss America" |
| 2004      | The West Wing              | Barbara Layton               | Episodio: "Eppur Si Muove" |
| 2004–2005 | Clubhouse                  | Sister Marie                 | 3 episodios |
| 2008      | 24: Redemption             | Presidenta Allison Taylor    | Telefilme |
| 2009–2010 | 24                         | Presidenta Allison Taylor    | 44 episodios Primetime Emmy a la mejor actriz de reparto - drama (2009) Nominada—Premio Satellite a la mejor actriz de reparto de miniserie o serie de televisión              |
| 2012      | Awake                      | Dr. Judith Evans             | 11 episodios |
| 2015–2019 | Transparent                | Leslie Mackinaw              | 12 episodios Nominada—Premio de la Crítica Televisiva a la mejor estrella invitada - comedia Nominada—Premio del Sindicato de Actores al mejor reparto de televisión - comedia |
| 2016      | Mercy Street               | Dorothea Dix                 | 2 episodios |
| 2016      | 11.22.63                   | Marguerite Oswald            | 5 episodes |
| 2016      | Black Mirror               | Susan                        | Episodio: "Nosedive" |
| 2017      | American Crime             | Laurie Ann Hesby             | 4 episodios |
| 2018      | Portlandia                 | Ms. Mayor                    | Episodio: "Rose Route" |
| 2018–2019 | The Handmaid's Tale        | Holly Maddox                 | 3 episodios Primetime Emmy a la mejor actriz invitada - drama (2019) Nominada—Primetime Emmy a la mejor actriz invitada - drama (2018)                                         |
| 2019      | Chimerica                  | Mel Kincaid                  | 4 episodios |
| 2019      | Succession                 | Nan Pierce                   | 2 episodios Primetime Emmy a la mejor actriz invitada - drama (2020) |
| 2020      | Defending Jacob            | Joanna Klein                 | 8 episodios |
| 2020      | Close Enough               | (voz)                        | Episodio: "Robot Tutor/Golden Gamer" |
| 2022      | Five Days at Memorial      | Susan Mulderick              | Miniserie, 7 episodios |
| 2023      | Velma                      | Victoria Jones (voz)         | 4 episodios |
| 2023      | Poker Face                 | Laura                        | Episodio: «The Orpheus Syndrome» |
| 2023      | Extrapolations             | Presidenta Elizabeth Burdick | Episodio: «2059: Face of God» |

## Premios y nominaciones
| Premios Primetime Emmy | Premios Primetime Emmy                    | Premios Primetime Emmy | Premios Primetime Emmy | Premios Primetime Emmy |
| Año                    | Categoría                                 | Trabajo Nominado       | Resultado              | Ref.                   |
| ---------------------- | ----------------------------------------- | ---------------------- | ---------------------- | ---------------------- |
| 2009                   | Mejor actriz de reparto - Serie dramática | 24                     | Ganadora               | [ 9 ]                  |
| 2018                   | Mejor actriz invitada - Serie dramática   | The Handmaid's Tale    | Nominada               | [ 9 ]                  |
| 2019                   | Mejor actriz invitada - Serie dramática   | The Handmaid's Tale    | Ganadora               | [ 9 ]                  |
| 2020                   | Mejor actriz invitada - Serie dramática   | Succession             | Ganadora               | [ 9 ]                  |
| 2023                   | Mejor actriz invitada - Serie dramática   | Succession             | Pendiente              | [ 9 ]                  |

| Premios del Sindicato de Actores | Premios del Sindicato de Actores | Premios del Sindicato de Actores | Premios del Sindicato de Actores | Premios del Sindicato de Actores |
| Año                              | Categoría                        | Trabajo Nominado                 | Resultado                        | Ref.                             |
| -------------------------------- | -------------------------------- | -------------------------------- | -------------------------------- | -------------------------------- |
| 2016                             | Mejor reparto - Serie de Comedia | Transparent                      | Nominada                         | [ 10 ]                           |

| Premios Tony | Premios Tony                                 | Premios Tony               | Premios Tony | Premios Tony |
| Año          | Categoría                                    | Trabajo Nominado           | Resultado    | Ref.         |
| ------------ | -------------------------------------------- | -------------------------- | ------------ | ------------ |
| 1991         | Mejor actriz principal en una obra de teatro | Our Country's Good         | Nominada     | [ 11 ]       |
| 1995         | Mejor actriz principal en una obra de teatro | The Heiress                | Ganadora     | [ 11 ]       |
| 2000         | Mejor actriz principal en una obra de teatro | A Moon for the Misbegotten | Nominada     | [ 11 ]       |
| 2005         | Mejor actriz principal en una obra de teatro | Doubt                      | Ganadora     | [ 11 ]       |
| 2014         | Mejor actriz principal en una obra de teatro | The Glass Menagerie        | Nominada     | [ 11 ]       |